# Estimata everesti
Estimata everesti är en fjärilsart som beskrevs av Wolfgang Dierl 1983. Estimata everesti ingår i släktet Estimata och familjen nattflyn. Inga underarter finns listade i Catalogue of Life.